# Les Pirates de l'île verte
Pour plus de détails, voir Fiche technique et Distribution.
Les Pirates de l'île verte (I pirati dell'isola verde) est un film d'aventure hispano-italien réalisé par Ferdinando Baldi et sorti en 1971.

## Fiche technique
Sauf indication contraire, les informations mentionnées dans cette section peuvent être confirmées par la base de données cinématographiques IMDb,  présente dans la section « Liens externes ».
- Titre français : Les Pirates de l'île verte[1]
- Titre original italien : I pirati dell'isola verde[2]
- Réalisateur : Ferdinando Baldi
- Scénario : Mario Di Nardo, Federico De Urrutia
- Photographie : Rafael Pacheco
- Montage : Eugenio Alabiso
- Musique : Nico Fidenco
- Décors : Eduardo Torre de la Fuente
- Producteur : Julián Esteban
- Sociétés de production : Izaro Films, Società Ambrosiana Cinematografica (SAC)
- Pays de production :  Italie,  Espagne
- Langue de tournage : italien, espagnol
- Format : Couleur (Eastmancolor) - 1,66:1 - Son mono - 35 mm
- Durée : 97 minutes
- Genre : Film d'aventure
- Dates de sortie :
  - Espagne : 1er juillet 1971 (Madrid)
  - France : 25 août 1976[1]
  - Italie : 10 août 1978

## Distribution
- Dean Reed : Alan Drake
- Annabella Incontrera : Isabella
- Alberto de Mendoza : Duc de Burt
- Paca Gabaldón (es) : Margarita
- Sal Borgese : L'Araignée
- Paolo Gozlino (it) : Le Grec
- Tomás Blanco (es) : Sir Hasley
- Florinda Chico : Alicia
- Tito García (en) : Dudy